# 2000 GR2
2000 GR2 är en asteroid i huvudbältet som upptäcktes den 3 april 2000 av LINEAR i Socorro County, New Mexico.
Den tillhör asteroidgruppen Eunomia.